# Амерички ликвидамбар
Амерички ликвидамбар (Liquidambar styraciflua L.) је једна од 5 врста из рода Liquidambar монотипске породице Altingiaceae и једини представник који расте на америчком континенту. Име је објавио Лине у Species plantarum 999, 1753. године. Назив рода је сложеница од латинске речи liquidus и арапског العنبر (алеамбар) ћилибар, смола, због миришљаве смоле коју лучи. И епитет врсте је везан за исту особину styrax‎ + fluus‎ (текућа смола). У САД најчешће се назива sweetgum, а ређе redgum, sapgum, gum, satin-walnut, American storax, bilsted, satin walnut у Британији називи су star gum и alligator tree. Српски називи су ликвидамбар, амерички стиракс, америчко амбер дрво, сторакс. 

## Опис врсте
Листопадно дрво, средње висинe 20-30 (45) m, са круном ширине 6-12 m и прсним пречником до 120 cm, моноподијалног гранања, конусно у младости, касније више округласте отворене круне са неколико јаких, раширених рамених грана. Корен срцаст, лако се прилагођава земљишту: на пропустиљивом земљишту образује срчаницу, а на замочвареном широко се распростире и захтева много простора. Гранчице са уздужним израштајима (крилима) плуте, без листа личе на кожу неких рептила, (alligator tree). Кора је светлосмеђа са црвеним и понекад сивим тамним пругама дубоко је испуцала са љуспастим ребрима. 
Листови наизменични, слични јаворовим са 5-7 режњева, 12-15 cm широки, тамнозелени сјајни са лица, одоздо мат са длакавим нервима, на дршкама дугим (44-)60-100(-150) mm. Јесења боја тамнољубичаста, љубичастосмеђа, жутонаранџаста, светло и тамноцрвена.
Цветови у цвастима: мушки цветови у терминалним усправним зеленим класовима 5-7 cm дугим, са 150-175(-300) цветова; женски цветови у лоптастим цвастима које висе на дугим дршкама; цвета у мају. Мушки цвет без перијанта са 4-8(-10) прашника; женски такође без чашице и крунице са хипантијумом у облику диска са 5-8 стаминодија, плодник једно- или двоок, два стубића носе адаксиларно повијене жигове.
Плодови цвасти дрвенасте, кугласте главице, 25-40 mm у пречнику, висе на дугачким танким дршкама. Састављене су из двооких, смеђих, на врху зашиљених чаура, које су при основи окружене тупим љуспама. У свакој чаури по 2 семена (у сваком окцу по једно). Ортодоксно семе до 10 mm дуго, терминално окриљено, зрело у октобру и до краја јесени испада из плода, па га зато треба сакупити у октобру-новембру. У једном килограму има око 200.000 зрна; клијавост је доста добра, 50-60 (-90)%, семе задржава способност клијања преко две године. Чувано на -18°C и релативној влази 5-10%, не губи клијавост ни после 14 година
Клијање надземно, хипокотил сивкастопурпуран, а епикотил ситно длакав, исте боје. Котиледони овални, 12-15 mm дуги, 7-8 mm широки, на дршкама 4-5 mm дугим, при врху заобљени и често лако урезани. Први лист округластојајаст, при врху таласаст, назубљен, понекад слабо троделан, око 20-30 mm дуг, 15-25 mm широк, при основи слабо срцаст. Други лист тро- до петоделан, сличан првом, само нешто крупнији.

## Ареал
Од природе расте у САД (Алабама, Арканзас, Вирџинија, Делавер, Дистрикт Колумбија, Западна Вирџинија, Илиноис, Индијана, Јужна Каролина, Кентаки, Конектикат, Луизијана, Мериленд, Њујорк, Оклахома, Охајо, Пенсилванија, Северна Каролина, Тексас, Тенеси, Флорида и Џорџија), Мексику и Централној Америци (Белизе и Хондурас, до Никарагве). За време терцијера био је распрострањен по Европи.
Јавља се на пољима, шумама (у мешавини са другим врстама, али и у чистим састојинама), нa алувијалном, плодном свежем и глиновитом земљишту поплавних подручја, често и по мочварним земљиштима од 0-800 m.

## Биоеколошке карактеристике
Као хелиофиту одговара му потпуна осунчаност (врло важно за сазревање и јесењи колорит). Годишњи прираст 35 cm у вис и 20 cm у ширину, на дубљим земљиштима и више. Одговарају му влажна, богата, добро дренирана, кисела до неутрална, земљиште. Врста је калцифуга, при високој рН вредности јавља се хлороза. Лоше се развија на сиромашним и сабијеним земљиштима. Младо дрвеће страда од мраза, чак и на старијем могу да страдају пупољци и једногодишњи леторасти. Критичном се сматра температура од -28оС испод које дрво не олистава до јуна када се развијају леторасти из спавајућих пупољака. Избојке из пања тера до 50 година старости. Добро се обнавља. Има ограничену отпорност на градске услове, спада у врсте које су мање осетљиве на флуориде, преферира топле позиције. Пресађује се само у пролеће због опасности од мразева. Живи преко 150 година. 

## Значај
У хортикултури и пејзажној архитектури налази широку примену због јесењег колорита. Најчешће се примењује у парковима, скверовима, дрворедима авенија и широких улица као и већим вртовима. Добар је и као солитер на травњаку, за тематске паркове, гробља. У мањим вртовима и ужим улицама треба водити рачуна да има довољно простора за корен.
Код нас се у последње време оправдано знатно фаворизује због декоративних особина. Половином прошлог века је био врло редак, па Петровић (1950) пише:
| „ | Од овога дрвета ја сам код нас нашао само два примерка. Оба су у Старом Лецу у парку у Дечјег дома. Једно је дебело 42,5 cm. и високо 16 m. Други је приближно исти такав. Дрвета добро изгледају, цветају и доносе плод који дозрева. Стара су највише до 60 година. | ” |

Он га предлаже и за пошумљавање:
| „ | Liquidambar свакако залужује да добије места у нашим поплавним подручјима. Како се види, он код нас може да издржи, па зато треба поставити и шумарске огледе. Код вештачког пошумљавања пати од мразева. Семе би се морало да набави из САД. При томе треба да се води рачуна о провениенци. Нама би донекле одговарало семе из државе New Jersey и то из предела око климатских станица Lakewood u South Orange. Ови предели одговарају у погледу температуре. Међутим падавина имају скоро два пута више него ми. У обзир би могле доћи и државе Ohio u Virginia. | ” |

Густа, бистра, браон жута, уљаста смола ликвидамбра која се назива амерички стиракс или сторакс, полукрута или чврста супстанца израженог ароматичног мириса, који потиче од циметне киселине, има вишеструку примену. Од смоле се прави жвакаћа гума и стабилизатори за кекс. A смола се може користити и сирова за освежење даха. Смола се сакупља из унутрашње коре стабла после рањавања или намерног стругања. Користи се у сапунима и козметици, као фиксатив у парфемима, лепковима, лаковима и као тамјан и арома у дувану. Медицински се смола користи код катара, кашља, дизентерије, чирева и рана и код људи и домаћих животиња. Стабла из топлијих предела луче знатно више смоле од оних са севера.
Ликвидамбар је био познат Индијанцима као лековита биљка. Племена Чероки, Чокто, Хоума, Коасати и Рапаханок користила су га на различите начине, посебно смолу, кору и корен, као седатив, против дијареје, дерматовенеролошких болести, грозница.
Дрво има сомотасти сјај па га зову и сомотаста ораховина (satin walnut) и користи се за израду ормана, намештаја, фурнира, буради за суве материје и дрвеног посуђа, као и за завршну обраду ентеријера. Некада се користило за каросерије аутомобила и за кундаке пушака. Лако се обрађује али је подложно витоперењу. Има следеће техничке особине: специфична маса сировог дрвета 800 kg/m3, специфична маса на ваздуху сушеног дрвета 560 kg/m3, чврстоћа на савијање 80%, чврстоћа на притисак са чела 87%, тврдоћа 50%, еластичност 87% у односу на храст (100%). 

## Размножавање

### Генеративно размножавање
Семе је ексалбуминско има лаку физиолошку дормантност, па га зато треба стратификовати 2-4 недеље на температури од 1-5°C. Потреба за стратификацијом код географских раса ликвидамбра повећава се од југа ка северу, али и најјужније провенијенције понекад дају бољу клијавост када се семе стратификује. Задовољавајући третман је такође постигнут мочењем семена током 14 до 20 дана у води на 3 до 5°C. Старијем семену, до 7 година старом, које је складиштено, обично није потребна стратификација која је дужа од 1 до 2 недеље, посебно ако је било ускладиштено на 0-5°C (фрижидер)
Семе је најбоље посејати у пролеће под стаклом. У почетку се биљчице доста споро развијају, па их зато не би требало пресађивити у школу пре друге године. 

### Вегетативно размножавање
Од вегетативних метода размножавања може се применити лучно полегање, али је то за праксу без значаја. Изданцима је потребно две године да се ожиле. За размножавање резницама треба користити материјал од младих индивидуа. Резнице одсецати у јулу—августу, третирати фитохормоном, уз лако озлеђивање основе. 
Успешно се размножава зеленим резницама јуна-јула, третирањем са 2% IBA и побадањем у супстрат од 4 дела тресета и једног дела песка. Под мистом се ожили 63%, а под фолијом 55% резница. Проценат ожиљавања се повећава ако се леторасти прстенују 6 недеља пре узимања резница, а на обескорени део нанесе талк који садржи 1% IBA, 1% PPZ (1-фенил-3-метил-5-пиразолон), 20% сахарозе и 5% каптана.
Од хетеровегетативних метода размножавања користи се обично спајање током јануара-фебруара на двогодишње генеративне подлоге које су биле годину дана у сејалишту и годину дана у посуди. Као подлога служи и за калемљење кинеског ликвидамбра Liquidambar formosana Hance и његових клонова (нпр. 'Afterglow'). 

## Унутарврсни таксони
Ликвидамбар је релативно слабо варијабилан с обзиром на ширину ареала. Забележене су мање разлике у клијању и расту садница и морфологији, али нема чврстих доказа о постојању географских раса.
Од културних таксона постоји неколико клонова који се углавном разликују по јесењем колориту, ређе по изгледу круне.
- Liquidambar styraciflua ´Burgundy´ - цењен због богато обојених кармин тамнобордо листова у јесен и плутасте браздасте коре; обојени листови остају на дрвету и до децембра, ако је јесен топла.
- Liquidambar styraciflua ´Worplesdon´ - жута, наранџаста и црвена јесења боја листа
- Liquidambar styraciflua ´Rotundiloba’ – клон заобљених режњева
- Liquidambar styraciflua ´Gum Ball´ - патуљасти клон 2,5 m висок у 10. години, у зрелости 3 m; подесан за мање просторе; лоптаста круна је правилна и без обрезивања.
- Liquidambar styraciflua ´Aurea´ - листови са жутим мрљама и пругама.
- Liquidambar styraciflua ´Lane Roberts´ - листови у јесен гримизноцрни, кора више глатка него код основне форме.
- Liquidambar styraciflua ´Variegata´ - листови са крембелим маргинама које постају розикасте у касно лето и јесен.[23]